# WASP-1
WASP-1 és una estrella de la constel·lació d'Andròmeda. Aquesta estrella alberga un planeta extrasolar: WASP-1b.